# 池田秀昭
池田 秀昭（いけだ ひであき、1970年11月21日 - ）は、大阪府箕面市出身の中国放送（RCC）元アナウンサー。
関西大学経済学部経済学科卒業後、1995年に中国放送へ入社。主にラジオ番組やニュース番組を中心に担当している。また環境問題への関心が高く、1998年には広島市環境サポーターになり、活動している。鉄道好きで知られる。2009年に報道部に移動。

## 過去の担当番組

### テレビ
- イブふぉーMonday!
- ごじテレ。
- RCCナイトプレス
- Eタウン

### ラジオ
- なんでもジョッキー
- リサイクルマップ2000